# Arthrocardia anceps
Arthrocardia anceps (Yendo) Johansen, 1984  é o nome botânico  de uma espécie de algas vermelhas pluricelulares do gênero Arthrocardia.
- São algas marinhas encontradas no Brasil e África do Sul.

## Sinonímia
- Corallina anceps Kützing, 1843 (nome ilegítimo).
- Cheilosporum anceps Yendo, 1902